# Saint-Barthélemy-de-Vals
 Saint-Barthélemy-de-Vals  là một xã thuộc tỉnh Drôme trong vùng Rhône-Alpes ở đông nam nước Pháp. Xã Saint-Barthélemy-de-Vals nằm ở khu vực có độ cao trung bình 172 mét trên mực nước biển.
Sông Galaure tạo thành phần lớn ranh giới phía bắc thị trấn.